# Sancho III Upragniony
Sancho III Upragniony, Sancho III el Deseado (ur. ok. 1134, zm. 31 sierpnia 1158) – król Kastylii od 1157 r.

## Życiorys
Najstarszy syn cesarza Hiszpanii Alfonsa VII i Berengueli, córki hrabiego Barcelony – Ramona Berenguera III. Przydomek wiąże się z kilkuletnim oczekiwaniem rodziców (ich ślub odbył się w 1128 r.) na potomka. Od 1152 r. jego macochą była córka Władysława II Wygnańca, Ryksa. Żonaty z Blanką, córką króla Nawarry – Garcii IV (ślub 30 stycznia 1151 r.).
W ostatnich latach życia ojca Sancho współrządził państwem. Brał udział w walkach z Almohadami. Alfons VII podzielił  królestwo pomiędzy swoich synów. Starszy Sancho otrzymał Kastylię i zwierzchnictwo nad uznającymi podległość Alfonsowi VII państwami (Aragonia, Nawarra, Barcelona oraz kilka państewek mauretańsko-hiszpańskich), Ferdynand II – León. Po objęciu władzy Sancho musiał użyć demonstracji zbrojnej, aby władcy: Aragonii – Petronela  i Nawarry – Sancho VI uznali zwierzchnictwo króla Kastylii potwierdzone traktatem zawartym w 1157 r.,  umocnionym małżeństwem siostry Sancha III, Sanchy, z władcą Nawarry Sanchem VI. Król inicjował powstanie zakonu Calatrava, którego zadaniem była obrona zamku Calatrava przed Maurami.
W 1158 r. młody władca zmarł po roku i 11 dniach panowania. Jego następcą został jedyny syn, trzyletni wówczas Alfons VIII, późniejszy zwycięzca pod Las Navas de Tolosa. Podczas małoletniości Alfonsa swoją regencję w królestwie Kastylii narzucił stryj, Ferdynand II.
Sancho III, władający tylko częścią dziedzictwa ojca, nie przyjął tytułu cesarza. Wprawdzie po jego śmierci brat Ferdynand II tytułował się królem Hiszpanów, ale podział królestwa stanowił upadek idei imperialnej w średniowiecznej Hiszpanii, czyli tytułu cesarza i pretensji do zwierzchnictwa nad innymi władcami Półwyspu Iberyjskiego.